# ジュールス・マンシン
ジュールス・マンシン（Jules Munshin 1915年2月22日 - 1970年2月19日）は、『Call Me Mister 』で主演しブロードウェイで有名になった歌手、ダンサー。

## 概要
ジュールス・マンシンは『The Gay Life 』と『Barefoot in the Park』でさらに評判となる。ニューヨーク出身。
『イースター・パレード』や『私を野球につれてって』のようなMGMの大ヒットミュージカルに出演したが、観衆にはヒット映画『踊る大紐育』(1949年)の『ニューヨーク ニューヨーク』を歌っているジーン・ケリーとフランク・シナトラとの3人組の水夫のうちの1人として印象に残されている。他に彼の主な役には『絹の靴下』（1957年）のロシア人であるビビンスキーなどがある。
55回目の誕生日の3日前に心臓発作のため、ニューヨークで死亡。没年齢54歳。

## 出演作品

### テレビ・映画
- イースター・パレード (1948年:Easter Parade)
- 私を野球につれてって (1949年:Take Me Out to the Ball Game)
- That Midnight Kiss (1949年)
- 踊る大紐育 (1949年:On the Town)
- モンテカルロ・ベイビー (1952年:Monte Carlo Baby)
- General Electric Summer Originals (1956年)
- Ten Thousand Bedrooms (1957年)
- 絹の靴下 (1957年:Silk Stockings)
- Kraft Television Theatre (1957年)
- Shirley Temple's Storybook (1958年)
- The Betty Hutton Show (1959年)
- ホールマーク・ホール・オブ・フェイム (1959年)
- The Emperor's Clothes (1960年)
- Play of the Week (1960年)
- Car 54, Where Are You? (1963年)
- Lamp Unto My Feet (1963年)
- The Dick Powell Show (1963年)
- Grindl (1964年)
- The Red Skelton Show (1962年 - 1964年)
- ムッシュ・コニャック (1964年:Wild and Wonderful)
- ドクター・キルデア (1964年:Dr. Kildare)
- Monkeys, Go Home!(1967年)
- キス・ミー・ケイト (1968年Kiss Me Kate)
- That Girl (1969年)
- サムライ・コップ～おとぼけクン～ (1976年:Mastermind)

### 舞台
- Army Play-by Play (1943年1月14日 - 1943年9月4日)
- Call Me Mister (1946年4月18日 - 1948年1月10日)
- Bless You All (1950年12月13日 - 1951年2月24日)
- Mrs. McThing (1952年2月20日 - 1953年1月10日)
- The Good Soup (1960年3月2日 - 1960年3月19日)
- Show Girl (1961年1月12日 - 1961年4月8日)
- The Gay Life (1961年11月18日 - 1962年2月24日)
- Barefoot in the Park (1963年10月23日 - 1967年5月25日)
- The Front Page (1969年10月18日 - 1970年2月28日)